# Vaisseau rasé

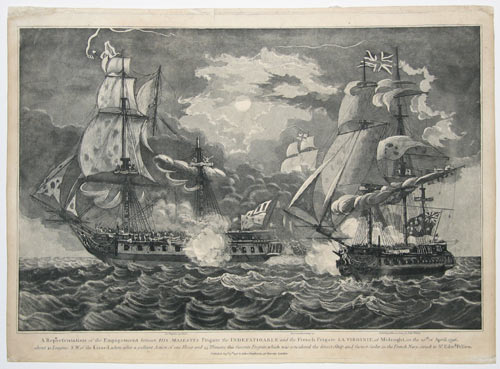
Le vaisseau rasé (à droite) se bat avec la frégate Virginie. John Fairburn, 1796

Un vaisseau rasé est un bateau à voile qui a été coupé (rasé) pour réduire le nombre de ponts. L'expression en anglais – razee ou razée – dérive du français. C'est aussi un navire dont on a enlevé ce qu'il a d'œuvres mortes sur les hauts. On dit « raser » pour enlever à un navire une certaine partie de ses œuvres mortes, pour l'alléger. Cette opération peut transformer un vaisseau à ponts en un vaisseau à deux batteries, un vaisseau à ponts en une frégate, une frégate ou une grande corvette en ponton. Dans la Royal Navy, un vaisseau rasé se comprend comme un navire dont on a enlevé le pont supérieur et qui est converti de cette façon dans la classe de vaisseau inférieure : un vaisseau de ligne est rasé en frégate, une frégate est rasée en sloop-of-war.

## XVIIesiècle

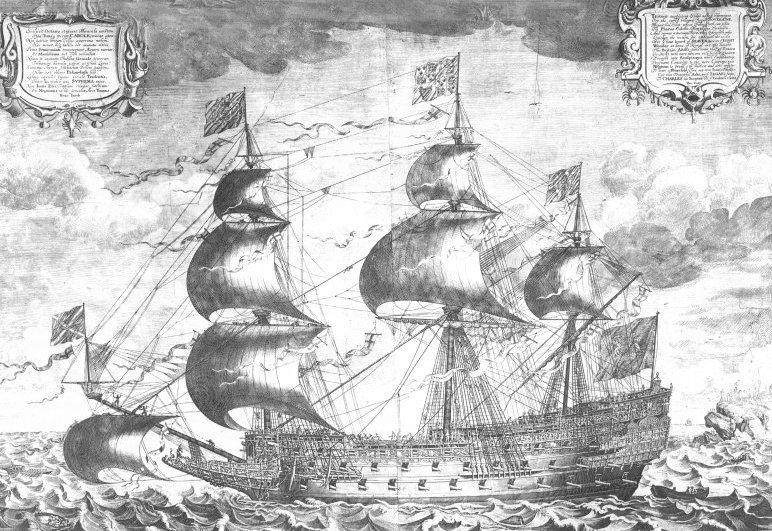
Sovereign of the Seas, 1637, par J. Payne

Dans l'évolution des navires de guerre, qui va des galions aux frégates (1600 – 1650), tout le monde s’est rendu compte que la réduction de la masse surfacique résultant de la suppression des ouvrages supérieurs permettait à des navires de mieux naviguer ; le contre-amiral Sir William Symonds note qu'après son lancement, le Sovereign of the Seas avait été rasé, ce qui en fit un navire sûr et rapide[réf. nécessaire]. En 1651, le Sovereign of the Seas fut de nouveau rendu plus maniable en réduisant le nombre de canons. Les navires furent rasés non seulement par la Marine, mais également par les pirates ; Charles Johnson, dans A General History of the Robberies and Murders of the most notorious Pyrates, décrit le réaménagement du Gambia Castle de George Lowther en 1721 :

« They one and all came into measures, knocked down the cabins, made the ship flush fore and aft, prepared black colours, new named her the Delivery, having about 50 hands and 16 guns. »

Cela n'a pas réduit le nombre de ponts de canon, mais a eu pour effet de rendre le vaisseau razee beaucoup plus pratique, puisque le gaillard d'avant et le château arrière ne provoquaient plus de dérive, que le poids maximal était réduit et que le navire était globalement plus léger.

## XVIIIesiècleet début duXIXesiècle
Dans la Royal Navy, le razee était généralement effectuée sur un plus petit navire de ligne à deux ponts, ce qui donnait naissance à une grande frégate. La raison de cette réduction apparente de la force était que les plus petits navires de ligne ne pouvaient plus être utilisés en toute sécurité lors de manœuvres de flotte, lorsque la taille et l'armement des navires adverses augmentaient. Le navire razeed résultant a été classé comme une frégate qui était plus forte que la série habituelle de frégates construites à cet effet.
De la même manière, les navires de la ligne à trois ponts étaient parfois rasés, soit pour devenir un flush deck (avec le plage arrière et le gaillard enlevés), soit être transformés en navires à deux ponts.
Le HMS Namur, un vaisseau 90 canons (second rate) lancé en 1756 a été razeed en 74 canons de troisième rang en 1805.
Trois navires de 64 canons ont été rasés (razeed) en 1794 en frégates de 44 canons. Le plus réussi fut le HMS Indefatigable, commandé par Sir Edward Pellew :
- HMS Magnanime (1780) ;
- HMS Anson (1781) ;
- HMS Indefatigable (1784).

Vers la fin des guerres napoléoniennes, trois navires âgés de 74 canons ont été rasés en vaisseaux de 58 canons (fourth rates), ne perdant pas un pont complet, conservant ainsi un pont à deux ponts, mais ayant retiré la plage arrière. Deux autres ont suivi immédiatement l'après-guerre, bien que le second n'ait jamais abouti dans sa conversion :
- HMS Goliath (rasé en 1813)[réf. nécessaire];
- HMS Majestic (1785) (rasé en 1813) ;
- HMS Saturn (1786) (rasé en 1813) ;
- HMS Elephant (1786) (rasé en 1817-18) ;
- HMS Excellent (1787) (rasé en 1825).

Onze autres 74 canons plus récents furent rasés de 1826 à 1845. Dans ce cas, ils furent entièrement réduits à une frégate lourde de 50 canons ; trois autres devaient faire l’objet d’une conversion similaire, mais inachevée :
- HMS Barham (1811) (rasé en 1826) ;
- HMS Dublin (1812) (rasé en 1826) ;
- HMS Asia (1811) (renommé HMS Alfred en 1819 et rasé en 1826-28) ;
- HMS Cornwall (1812) (rasé en 1827-30) ;
- HMS America (1810) (rasé en 1827-28) ;
- HMS Conquestador (1810) (rasé en 1827-31) ;
- HMS Rodney (1809) (renommé HMS Greenwich 1826, débuta une conversion en 1827 mais jamais complétée) ;
- HMS Clarence (1812) (renommé HMS Centurion 1826, débuta une conversion en 1827 mais jamais complétée) ;
- HMS Cressy (1810) (débuta une conversion en 1827 mais jamais complétée) ;
- HMS Vindictive (1813) (rasé en 1828-32) ;
- HMS Eagle (1804) (rasé en 1830-31) ;
- HMS Gloucester (1812) (rasé en 1831) ;
- HMS Warspite (1807) (rasé en 1837-40) ;
- HMS Tremendous (1784) (renommé HMS Grampus 1845 après avoir achevé la conversion de razee).

Edmond Jurien de La Gravière, à propos des frégates de l'United States Navy autorisées par le Naval Act of 1794 :

« Depuis lors, toutes les puissances maritimes ont copié ces modèles gigantesques, car cette guerre eut pour résultat d’obliger l’Angleterre elle-même à transformer son matériel naval ; mais eussent-ils employé au lieu de frégates des vaisseaux rasés, on s’expliquerait difficilement encore les succès prodigieux des Américains. »

— Jurien de La Gravière. La marine militaire de la France en 1845.

### Vaisseaux de guerre rasés français (conversions lors de la Révolution)
Dans la marine française, un certain nombre de 74 canons à deux ponts ont également été rasés en navires de 54 canons :
- Diadème (renommé Brutus en septembre 1792 et rasé entre décembre 1793 et mai 1794) ;
- Hercule de 1778 (rasé entre février et juin 1794, puis renommé Hydre en mai 1795) ;
- (renommé Protecteur)
- Argonaute de 1781 (rasé entre décembre 1793 et mars 1794, alors renommé Flibustier en juin 1794) ;
- Illustre de 1781 (rasé entre août 1793 et février 1794, renommé Mucius Scevola en janvier 1794, nom abrégé en Scevola en février 1794) ;
- Brave de 1781 (rasé entre avril 1793 et janvier 1794, sans changement de nom) ;
- Borée de 1785 (renommée Ça Ira en avril 1794, puis à nouveau Agricola en juin 1794 et rasée d'avril à juillet 1794) ;
- Agamemnon de 1812 ;
- Romulus de 1812, qui rasé devient la Guerrière en 1821[8].

### Navire de guerre rasés américains
- USS Independence

## Fin duXIXesiècle
Dans la marine des États-Unis, plusieurs des dernières générations de frégates à voile lancées dans les années 1840 furent transformées en grands sloops-of-war. Les progrès de la métallurgie et de l'artillerie dans les années 1850 permirent la coulée d'armes à feu qui tirèrent des boulets beaucoup plus lourds que ce qui avait été utilisé, ainsi que des obus explosants. Ainsi, lorsque la décision fut prise de réarmer ces frégates avec des canons plus lourds mais moins nombreux, la réduction de la taille de l’équipage permit aux navires d’être rasés. Leur plan de voilure et leur taille en firent de superbes voiliers. Bien que ces navires aient eu une bordée plus lourde sous forme de sloops de guerre à 20 canons qu'il n'auraient eu comme frégate à 40 canons, ils ont été qualifiés de sloops de guerre nominalement plus petits parce qu'ils montaient moins d'armes. Ces navires comprennent l'USS Macedonian et l'USS Cumberland.

## Du français à l'anglais
Dans le Dictionnaire de l'Académie française de 1694, on dit « Raser un Vaisseau » pour dire « Oster à un Vaisseau ce qu'il a d'œuvres mortes sur ses hauts ».
On dit d'un bâtiment qui a perdu tous ses mâts majeurs coupés dans un combat ou cassés par le mauvais temps qu'il est « rasé comme un ponton », expression qui indique que sa position est déplorable.
On dit « raser » pour réduire le bois de la coque d'un bâtiment à une moindre hauteur au dessus de la flottaison. Pour Willaumez, « on rase un grand bâtiment de ses œuvres mortes jusqu'au premier pont que l'on conserve pour établir cabestans et autres appareils; lorsque l'on veut en faire un ponton on ne rase que sa dunette et ses gaillards; si l'on veut l'armer en vaisseau rasé sa batterie basse est seulement conservée couverte. » Une « réserve » est dans les grands ports un vaisseau trop vieux pour être armé dont les gaillards sont rasés, qu'on emploie pour magasin pendant qu'un vaisseau qui arme, désarme ou repasse son gréement est amarré en couple; c'est en quelque sorte un magasin ambulant, un atelier de garniture, de voilerie, etc. Une « réserve » est moins rase qu'un ponton.
Joseph de Bonnefoux indique qu'un un vaisseau rasé (cut down ship) est un vaisseau à deux ponts dont on a coupé ou rasé la batterie supérieure, c'est-à-dire qui n'a plus qu'une batterie couverte afin qu'il reprenne la mer avec moins de poids dans les hauts et qu'il acquière par là des qualités nautiques dont il était dépourvu. On transforme quelquefois ainsi un mauvais vaisseau en un excellent bâtiment qui au moins a l' avantage d'un pont spacieux favorable au jeu de la manœuvre et de l'artillerie, d'une mâture élevée et bien tenue, enfin d'une batterie belle, forte et bien battante. Si on ne coupe que la dunette pour alléger le vaisseau dans ses hauts et ôter cette résistance à l'effort du vent sous l'allure du plus près, on dit que le vaisseau a été rasé de sa dunette. Enfin si on rase toutes les batteries, le vaisseau devient un ponton.